# 克什米尔碱茅
克什米尔碱茅（学名：Puccinellia kashmiriana）为禾本科碱茅属下的一个种。